# The Odalisque
The Odalisque è un cortometraggio muto del 1914 diretto da Christy Cabanne sotto la supervisione di Griffith e interpretato da Blanche Sweet, Robert Harron e Henry B. Walthall.

## Produzione
Il film fu prodotto dalla Majestic Motion Picture Company.

## Distribuzione
Distribuito dalla Mutual Film, il film - un cortometraggio in due bobine - uscì nelle sale statunitensi il 15 novembre 1914.